# Laura Huxley
Laura Huxley, née Archera le 2 novembre 1911 à Turin (Italie) et morte le 13 décembre 2007 à Los Angeles (États-Unis), était une musicienne, écrivaine, psychothérapeute et conférencière américaine. Elle épousa l’écrivain Aldous Huxley en 1956 et demeura son épouse jusqu’au trépas de ce dernier, survenu en 1963.

## Début de la vie
Laura Archera nait à Turin, en Italie, le 2 novembre 1911. Elle entama l’apprentissage du violon dès l’âge de dix ans, poursuivant ses études à Berlin, Paris et Rome, où elle obtint un diplôme d’enseignement musical à 17 ans. Élève également du Curtis Institute of Music de Philadelphie, elle intégra un grand orchestre symphonique et se produisit devant la reine d’Italie dès quatorze ans. Durant son adolescence, elle joua sur la scène du Carnegie Hall.

### Carrière
En 1949, elle exerce comme réalisatrice indépendante, se consacrant principalement à des documentaires. D’après sa nécrologie parue dans le Los Angeles Times, Archera contacta à son domicile le philosophe et écrivain Aldous Huxley, lui indiquant que John Huston s’était engagé à financer son projet de film documentaire sur le Palio de Sienne, à condition qu’elle parvînt à persuader Huxley d’en rédiger le scénario. Par la suite, Archera devint une intime d’Huxley et de sa première épouse, Maria, laquelle décéda en 1955. Elle épousa Huxley l’année suivante, en 1956. Outre son travail cinématographique, elle publia plusieurs ouvrages consacrés au développement personnel et aux relations humaines, parmi lesquels You Are Not the Target (1963), préfacé par Aldous Huxley.
Après le décès d’Aldous Huxley en 1963, son épouse, Laura Huxley, rédige This Timeless Moment: A Personal View of Aldous Huxley (1968), un ouvrage relatant leur existence commune.
En 1977, elle fonda Children: Our Ultimate Investment, également désigné sous les noms Our Ultimate Investment ou simplement OUI, une organisation à but non lucratif vouée au plein épanouissement du potentiel humain. Cette structure prit l’initiative de parrainer un colloque de quatre jours, intitulé Les enfants : notre investissement ultime, qui se proposait d’explorer les moyens d’optimiser le développement des jeunes générations.

### Films
Elle exerça comme productrice de films documentaires et occupa le poste d’assistante monteuse au sein des studios RKO. Par la suite, elle apparut dans Hofmann’s Potion: The Early Years of LSD, un documentaire réalisé par l’Office national du film du Canada. Inspirée par l’histoire de leur union hors du commun, Laura Huxley contribua à en éclairer les détails grâce au film Huxley on Huxley (2010), œuvre documentaire de Mary Ann Braubach.

### Mort
Laura Huxley s’éteignit des suites d’un cancer, à l’âge de quatre-vingt-seize ans, en son domicile de Hollywood Hills,.  

## Prix et distinctions
Huxley a reçu une large reconnaissance pour ses réalisations humanitaires, notamment :
- Doctorat honorifique en services à la personne de l'Université La Sierra
- Membre honoraire de l'Académie internationale de médecine préventive des Nations Unies
- Prix 1990 de la Fondation mondiale pour la santé pour le développement et la paix
- Prix Thomas R. Verny 2003 de l'Association de psychologie et de santé prénatales et périnatales, pour des contributions exceptionnelles au domaine de la psychologie prénatale et périnatale[5].

## Sources
1. ↑  Valerie Corral, « O Nobly Born », MAPS Bulletin, Multidisciplinary Association for Psychedelic Studies, Inc., vol. xviii, no 1,‎ printemps 2008, p. 42–48 (lire en ligne)
2. ↑  « Huxley on Huxley » [archive du 8 novembre 2014] (consulté le 5 août 2013)
3. ↑  « Laura Huxley: Widow of Aldous Huxley », The Independent, 17 décembre 2007
4. ↑  Margalit Fox, « Laura Huxley, Her Husband's Biographer, Dies at 96 », The New York Times,‎ 19 décembre 2007 (lire en ligne)
5. ↑  « Association of Prenatal and Perinatal Psychology and Health, Thomas R. Verny Award » [archive du 23 septembre 2012] (consulté le 21 juin 2012)